# Solidaritate
Solidaritatea este unitatea etico-politică a unui grup sau a unei clase sociale, care  se bazează pe comunitatea de interese, obiective și standarde. Se referă la legăturile dintr-o societate, care unesc oamenii împreună. Termenul este în general folosit în sociologie și alte științe sociale.
Ceea ce formează baza solidarității diferă printre societăți. În societățile simple, se poate baza în principal pe rudenie și valori comune. În societățile mai complexe, există diverse teorii cu privire la ce anume contribuie la sentimentul de solidaritate socială.

## Perspectiva Durkheim
Potrivit lui Émile Durkheim, tipurile de solidaritate socială corelează cu tipurile de societăți. Durkheim a introdus termenii de solidaritate "mecanică" și "organică" ca parte din teoria sa a dezvoltării societăților din teza "The Division of Labour in Society" (1893). Într-o societate care manifestă solidaritate mecanică, coeziunea și integrarea sa vine din omogenitatea indivizilor - oamenii se simt conectați prin activitate, formare educațională și religioasă, și stil de viață similar. Solidaritatea mecanică funcționează de obicei în societăți "tradiționale" și de mici dimensiuni. În societățile simple (exemplu, tribale), solidaritatea se bazează de obicei pe legăturile de rudenie în rețelele familiale.
Solidaritatea organică provine din interdependența care reiese din specializarea activității și complementaritatea dintre oameni - o dezvoltare care apare în societățile industrializate și moderne.
- Definiție: Este coeziunea socială bazată pe dependența indivizilor unul față de celălalt în cadrul societăților avansate.

Deși indivizii desfășoară sarcini diverse și adesea au valori și interese diferite, ordinea și solidaritatea societății depinde de încrederea între ei de a îndeplinii activitățile lor specifice.Termenul de organic în acest context, se referă la interdependența părților componente. Astfel, solidaritatea socială este menținută în societățile complexe prin interdependența părților sale componente, exemplu fiind agricultorii care produc alimente pentru a hrănii muncitorii din fabrică care la rândul lor produc tractoarele, ce permit agricultorului din primul rând să producă alimentele.